# Senza cielo
Senza cielo è un film del 1940 diretto da Alfredo Guarini.

## Trama
Un gruppo di esploratori italiani si reca  nelle foreste del Mato Grosso alla ricerca di una precedente spedizione scomparsa. Dopo una drammatica marcia nella foresta che causa la morte di molti componenti, i tre superstiti vengono catturati da una tribù nativa e portati in un villaggio sconosciuto, il cui capo è un medico bianco, ricercato per omicidio.
Costui ha rapito e costringe a stare con lui una ragazza bianca, considerata dai nativi una divinità. Per non essere scoperto, il medico tenta di eliminare anche questi esploratori, ma la ragazza, che si è innamorata del capo spedizione, li salva, rivelando che anche le precedenti spedizioni scomparse furono eliminate in quel modo. Ma stavolta l'assassino, inseguendo esploratori e giovane in fuga, perirà nelle sabbie mobili ed essi potranno ritrovare la libertà.

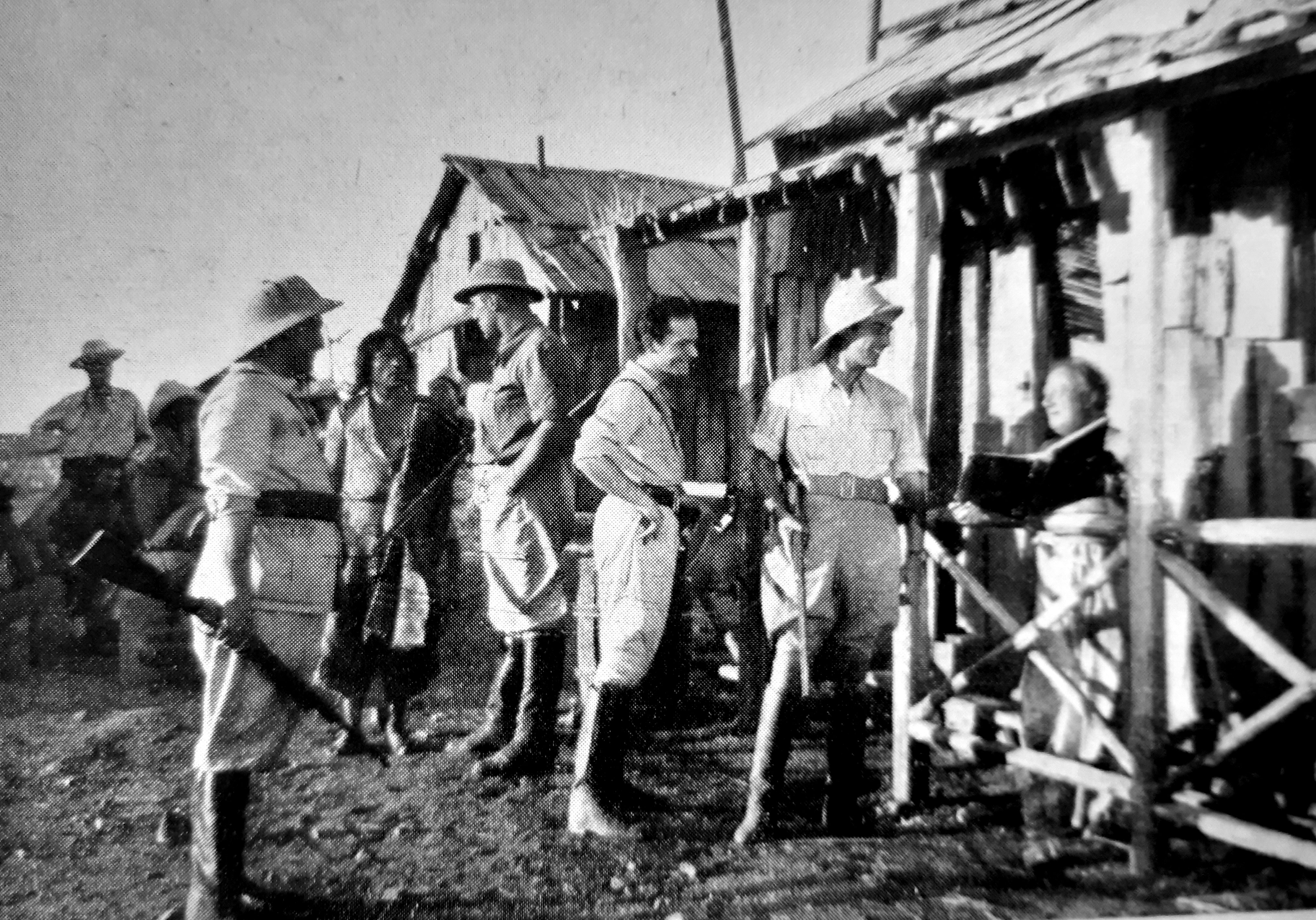
Un villaggio indigeno ricostruito a Cinecittà. Tra gli ammiratori delle ricostruzioni scenografiche di Senza cielo anche il futuro regista Luigi Comencini.

## Produzione
Senza cielo, che per diverso tempo venne presentato con il titolo de La dea bianca fu il primo film interpretato da Isa Miranda al suo rientro dagli U.S.A., dopo una permanenza hollywoodiana non particolarmente fortunata, che, secondo le cronache del tempo,  le consentì di «realizzare il grande sogno di tornare a lavorare in patria».
In realtà si trattò per l'attrice di un ritorno dovuto a motivi famigliari, e molto contrastato in quanto il Regime, a seguito di alcune dichiarazioni da lei rilasciate sull'Invasione tedesca della Polonia, considerate non allineate, emanò una circolare ministeriale ordinando di non parlare dell'attrice, il che provocò il rifiuto dei produttori di impegnarla. Inoltre le venne ritirato il passaporto, impedendole così di tornare a Hollywood, e fu bloccato per diverso tempo ogni progetto in cui lei era coinvolta, tra cui un film sulla Duse.

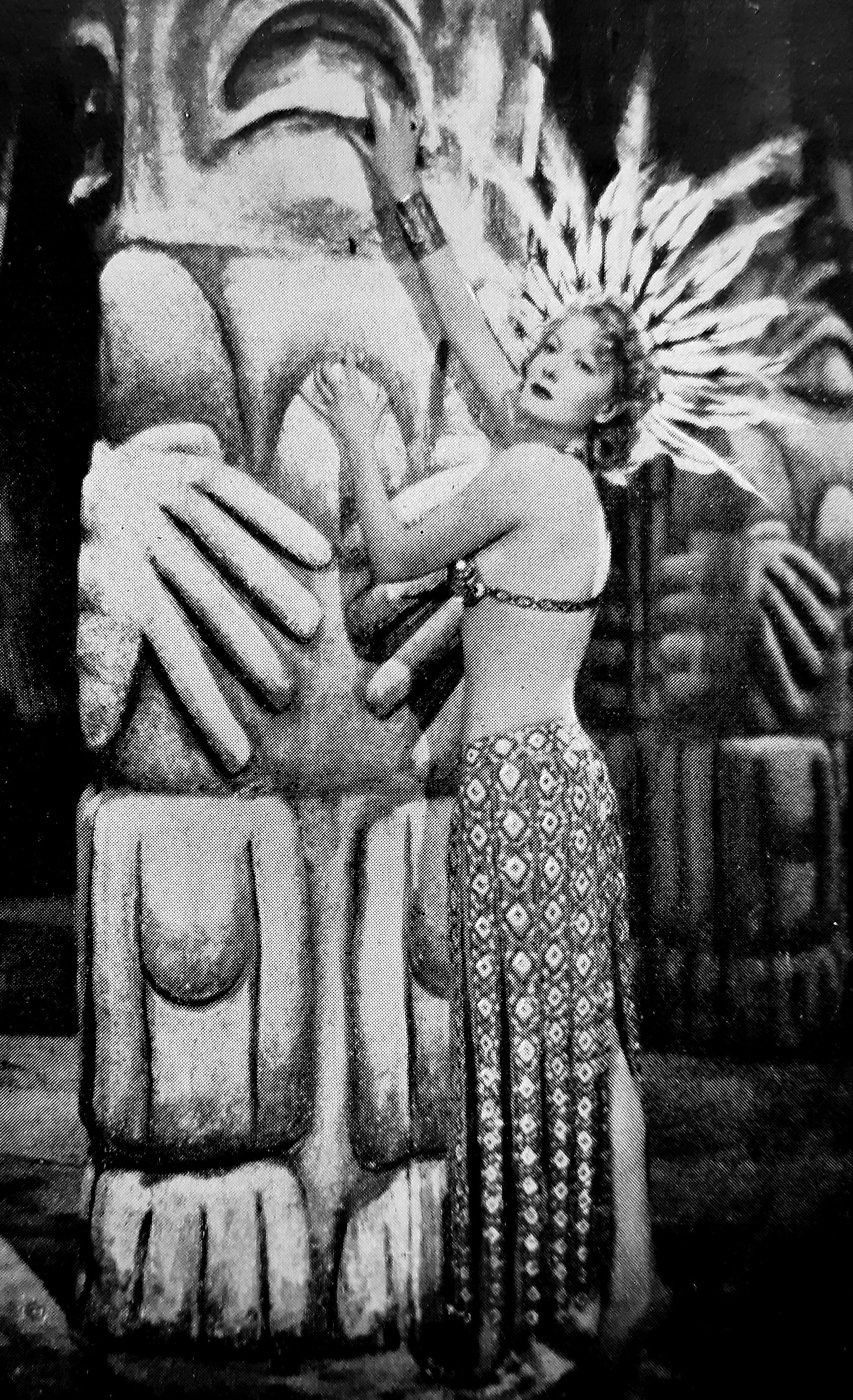
Isa Miranda, come apparve in Senza cielo. Su questo suo ruolo furono espresse numerose riserve

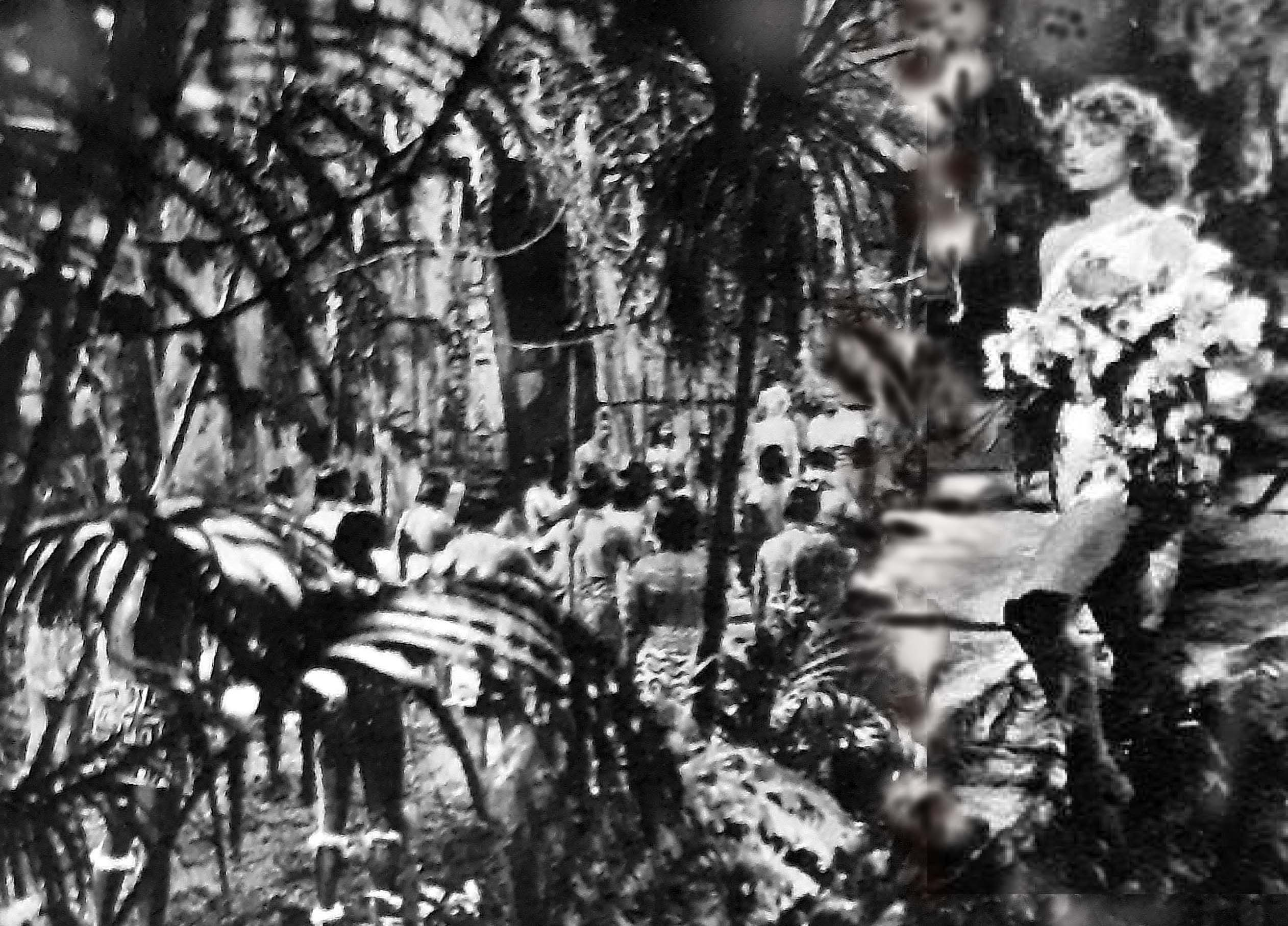
Settembre 1940: Isa Miranda nella giunga ricostruita negli studi di Cinecittà, che fu oggetto di molti elogi dei commentatori

Vi fu un iniziale tentativo di co-produzione con la Francia, per il quale fu anche contattato lo sceneggiatore Charles Spaak, che andò in fumo a causa dell'inizio del conflitto con la Francia. Il film fu allora prodotto solo in Italia e restò l'unico realizzato nel 1940 dalla "Società anonima Compagnia Continentale cinematografica" (più nota come "Continentalcine"), fondata l'anno precedente e rimasta poi in attività sino al 1951.
Altra società produttrice fu la "Artisti Associati", di proprietà di Alberto Genesi, che aveva rilevato la filiale italiana della "United Artists" dopo il monopolio statale sull'importazione di pellicola straniere, da non confondere con la  "Autori Associati" creata su impulso di Zavattini che collaborò anch'essa alla realizzazione di Senza cielo; in questo ambito si creò un dissenso tra Doletti, autore del soggetto che aspirava a scrivere anche la sceneggiatura, e lo stesso Zavattini che fu invece incaricato di tale compito, così come lo fu Alberto Moravia, anche se la sua collaborazione non poté essere citata a causa delle leggi razziali
La lavorazione iniziò il 1 luglio 1940 e si concluse alla fine di agosto. Le riprese avvennero tutte al teatro 5 di Cinecittà, al cui interno venne costruito un ambiente di tipo tropicale, tranne alcuni spezzoni di tipo documentario, ma senza presenza di attori, realizzate in Brasile dall'operatore John Daes.
Venne presentato con un certo trionfalismo come «primo esperimento  italiano di ricostruzione di nature libere e selvagge» e, basandosi sulla recente esperienza di Guarini e della Miranda, si evocarono esempi di noti film statunitensi «appartenenti al genere fantastico, inverosimile ed a sfondo selvaggio come Inferno verde, Trader Horn e la serie di Tarzan», arrivando anche a scomodare un paragone con De Mille mentre il futuro regista Luigi Comencini definì con ammirazione la giungla creata a Cinecittà «vaporosa e terribile, non inferiore a nessuna ricostruzione americana».

## Accoglienza
La critica del tempo accolse Senza cielo con favore, ma anche con delle riserve dovute al ruolo della Miranda considerato non adeguato alle qualità dell'attrice: «è un film ben fatto nel suo genere, ma ritrovare Isa Miranda nei ridicoli panni di un Tarzan femmina o di un'Antinea selvatica fa molta pena: non c'era bisogno di mandarla in giro vestita di nulla giacché lei più che un corpo è un volto». Vennero criticati anche «i contorcimenti caricaturalmente sensuali, della protagonista, la cui nudità non convince e tanto meno convince il suo voler apparire ad ogni costo fatale, morbosamente ma inutilmente sensuale». 

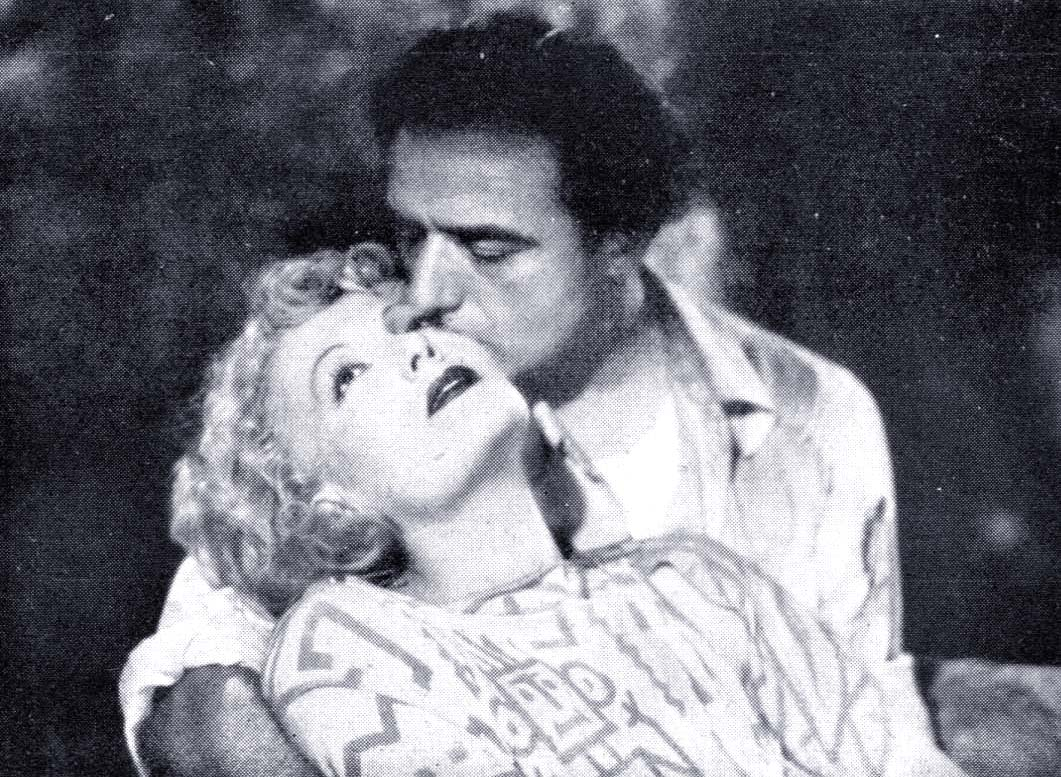
Isa Miranda e Fosco Giachetti, principali interpreti di Senza cielo

Molti consensi ottenne invece la parte scenografica con gli ambienti tropicali, tutti ricostruiti con una particolare tecnica definita dei "tre scenari", nel teatro di posa, poiché «il film, ambientato nel Mato Grosso, dà occasione di mostrare la cura e la bravura dello scenografo Bilinsky e degli arredatori e macchinisti tutti di Cinecittà, con cui si sono dedicati alla ricostruzione della giungla»; si riconobbe che «si è saputo creare una foresta del Mato Grosso da far invidia ai più abili apparecchiatori del genere [in cui] Isa Miranda domina con eleganza la sua sempre ammirevole, ma non sempre indispensabile, nudità». Così «mentre i motivi ideali di Senza cielo appaiono piuttosto confusi e contraddittori, chiara resta solo la volontà di creare attorno alla dominante femminilità della protagonista un'atmosfera ed un incubo tropicale che testimonia le capacità ed il progresso acquisiti in pochi anni dalle nostre maestranze cinematografiche».
Come di tutta la produzione italiana degli anni trenta e primi quaranta, anche per Senza cielo non sono disponibili dati ufficiali definitivi sui risultati commerciali. Tuttavia, in base alle somme relative ai premi produttivi previsti dalle leggi incentivanti della cinematografia di quel periodo, si è dedotto che Senza cielo, con un incasso nel solo 4º trimestre del 1940 di 1.334.897 lire dell'epoca, ebbe un notevole successo di pubblico. Il film fu vietato in Germania poiché il personaggio negativo, interpretato da Gustav Diessl, nella finzione oppressore di indigeni simpatici, era un tedesco. Riscosse al contrario un buon successo di pubblico in Francia quando nel settembre del 1941, Senza cielo fu presentato, con il titolo di Alerte aux blancs nella Parigi occupata